# Diligence Express
Diligence Express (Five Mile Creek) est une série télévisée australienne composée de 39 épisodes de 46 minutes, et diffusée du 4 novembre 1983 au 7 août 1985 sur le réseau Seven Network.
En France, la série a été diffusée à partir du 9 janvier 1988 sur FR3. Rediffusion dans Amuse 3 à partir de mars 1989,,,,,, sur FR3. Rediffusion du 15 juillet 1990 au 2 septembre 1990 dans Le Disney Club sur TF1.

## Fiche technique
Sauf indication contraire, les informations mentionnées dans cette section peuvent être confirmées par la base de données cinématographiques IMDb,  présente dans la section « Liens externes ».
- Genre : Western
- Pays d'origine :  Australie
- Saisons diffusées : 3
- Nombre d'épisodes : 39
- Producteur : Henry Crawford
- Scénaristes: David Boutland et Tom Hegarty
- Réalisateurs: Frank Arnold et Gary Conway
- Musique : Bruce Smeaton
- Société de production: Seven Network
- Diffuseur : Disney Channel
- Année de création : 1983
- Durée moyenne d'un épisode : 46 minutes
- Format d'image : Format 35 mm
- Son : Monophonique

## Distribution
- Louise Caire Clark (en) : Maggie Scott
- Jay Kerr (en) : Con Madigan
- Rod Mullinar : Jack Taylor
- Liz Burch (en) : Kate Wallace
- Michael Caton : Paddy Malone
- Martin Lewis : Sam Sawyer
- Gus Mercurio (en) : Ben Jones
- Peter Carroll (en) : Charles Withers
- Priscilla Weems (en) : Hannah Scott (saisons 1 et 2)
- Nicole Kidman : Annie (saison 3)
- Scott McGregor (en) : Edward Armstrong (saison 3, 6 épisodes)

## Épisodes
1. L'arrivée à Five Miles Creek ("Making Tracks", partie 1)
2. Le refuge des voyageurs épuisés ("Making Tracks", partie 2)
3. Le convoi, première partie ("Horses for Courses", partie 1)
4. Le convoi, seconde partie ("Horses for Courses", partie 2)
5. L'explorateur, première partie ("Love Before a Fall", partie 1)
6. L'explorateur, seconde partie ("Love Before a Fall", partie 2)
7. Le voyage surprise ("A Few Surprises", partie 1)
8. Le médaillon ("A Few Surprises", partie 2)